# Championnats d'Europe de gymnastique artistique féminine 1971
 (décembre 2020).
Si vous disposez d'ouvrages ou d'articles de référence ou si vous connaissez des sites web de qualité traitant du thème abordé ici, merci de compléter l'article en donnant les références utiles à sa vérifiabilité et en les liant à la section « Notes et références ».
Navigation
Édition précédente Édition suivante
Les 8e championnats d'Europe de gymnastique artistique féminine ont eu lieu à Minsk (Union soviétique) en 1971.

## Résultats

### Concours général individuel
| Rang               | Pays                 | Gymnaste              | Saut  | Barres asymétriques | Poutre | Sol   | Total  |
| ------------------ | -------------------- | --------------------- | ----- | ------------------- | ------ | ----- | ------ |
| Médaille d'or      | Union soviétique     | Tamara Lazakovich     | 9.750 | 9.600               | 9.700  | 9.800 | 38.850 |
| Médaille d'or      | Union soviétique     | Ludmila Turischeva    | 9.800 | 9.500               | 9.650  | 9.900 | 38.850 |
| Médaille de bronze | Allemagne de l'Est   | Erika Zuchold         | 9.700 | 9.550               | 9.400  | 9.650 | 38.300 |
| 4                  | Tchécoslovaquie      | Soňa Brázdová (en)    | 9.400 | 9.300               | 9.500  | 9.450 | 37.650 |
| 4                  | Hongrie              | Ilona Békési (hu)     | 9.400 | 9.450               | 9.400  | 9.400 | 37.650 |
| 6                  | Allemagne de l'Est   | Angelika Hellmann     | 9.400 | 9.450               | 9.150  | 9.300 | 37.300 |
| 7                  | Allemagne de l'Ouest | Jutta Oltersdorf (de) | 9.400 | 9.350               | 9.000  | 9.150 | 36.900 |
| 8                  | Allemagne de l'Ouest | Uta Schorn (de)       | 9.400 | 9.300               | 9.000  | 9.100 | 36.800 |
| 9                  | Italie               | Patrizia Bazzi (en)   | 9.150 | 9.150               | 8.900  | 9.100 | 36.300 |
| 10                 | Tchécoslovaquie      | Zdena Dorňáková (en)  | 9.200 | 8.350               | 9.150  | 9.400 | 36.100 |
| 11                 | Pologne              | Łucja Matraszek (pl)  | 9.100 | 8.950               | 8.850  | 9.100 | 36.000 |
| 12                 | Suède                | Marie Lundquist       | 9.100 | 8.850               | 9.050  | 8.900 | 35.900 |
| 12                 | Suisse               | Kathi Fritschi        | 9.200 | 8.650               | 8.800  | 9.150 | 35.900 |
| 14                 | Hongrie              | Aniko Kery            | 9.100 | 8.900               | 8.450  | 9.350 | 35.800 |
| 14                 | Roumanie             | Elena Ceampelea       | 9.500 | 9.200               | 8.350  | 8.750 | 35.800 |
| 16                 | Bulgarie             | Maya Blegoeva         | 9.300 | 9.350               | 8.250  | 8.800 | 35.700 |
| 17                 | Italie               | Angela Alberti        | 9.200 | 9.000               | 8.600  | 8.800 | 35.600 |
| 18                 | Roumanie             | Alina Goreac          | 9.100 | 9.100               | 8.000  | 9.150 | 35.350 |
| 19                 | France               | Mireille Cayre        | 9.300 | 8.800               | 8.300  | 8.900 | 35.300 |
| 20                 | Pays-Bas             | Ans Dekker            | 8.950 | 8.250               | 8.950  | 8.900 | 35.050 |

### Finales par engins

#### Saut
| Rang               | Pays               | Gymnaste           | Total  |
| ------------------ | ------------------ | ------------------ | ------ |
| Médaille d'or      | Union soviétique   | Ludmila Turischeva | 19.600 |
| Médaille d'argent  | Union soviétique   | Tamara Lazakovich  | 19.550 |
| Médaille de bronze | Allemagne de l'Est | Erika Zuchold      | 19.500 |
| 4                  | Roumanie           | Elena Ceampelea    | 19.000 |
| 5                  | Tchécoslovaquie    | Sona Brazdova      | 18.950 |
| 6                  | Hongrie            | Ilona Bekesi       | 18.850 |

#### Barres asymétriques
| Rang               | Pays                 | Gymnaste           | Total  |
| ------------------ | -------------------- | ------------------ | ------ |
| Médaille d'or      | Union soviétique     | Tamara Lazakovich  | 19.350 |
| Médaille d'argent  | Union soviétique     | Ludmila Turischeva | 19.200 |
| Médaille de bronze | Allemagne de l'Est   | Angelika Hellmann  | 19.000 |
| 4                  | Hongrie              | Ilona Bekesi       | 18.950 |
| 5                  | Allemagne de l'Est   | Erika Zuchold      | 18.800 |
| 6                  | Allemagne de l'Ouest | Jutta Oltersdorf   | 18.650 |

#### Poutre
| Rang               | Pays               | Gymnaste           | Total  |
| ------------------ | ------------------ | ------------------ | ------ |
| Médaille d'or      | Union soviétique   | Tamara Lazakovich  | 19.200 |
| Médaille d'argent  | Union soviétique   | Ludmila Turischeva | 19.150 |
| Médaille de bronze | Allemagne de l'Est | Erika Zuchold      | 19.000 |
| 4                  | Tchécoslovaquie    | Sona Brazdova      | 18.900 |
| 5                  | Hongrie            | Ilona Bekesi       | 18.800 |
| 6                  | Allemagne de l'Est | Angelika Hellmann  | 18.500 |

#### Sol
| Rang               | Pays               | Gymnaste           | Total  |
| ------------------ | ------------------ | ------------------ | ------ |
| Médaille d'or      | Union soviétique   | Ludmila Turischeva | 19.650 |
| Médaille d'argent  | Union soviétique   | Tamara Lazakovich  | 19.600 |
| Médaille de bronze | Allemagne de l'Est | Erika Zuchold      | 19.250 |
| 4                  | Tchécoslovaquie    | Sona Brazdova      | 18.950 |
| 5                  | Hongrie            | Ilona Bekesi       | 18.850 |
| 6                  | Tchécoslovaquie    | Zdena Dornakova    | 18.750 |